# Trigona ferricauda
Trigona ferricauda là một loài Hymenoptera trong họ Apidae. Loài này được Cockerell mô tả khoa học năm 1917.